# 동화 (가수)
동화(본명: 이미정, 1976년 12월 26일 ~ )은 대한민국의 가수이다.

## 학력
- 금성여자고등학교 졸업

## 데뷔
- 2007년 1집 앨범 "뺨 맞을래요"

## 음반
- 2007년 1집 뺨 맞을래요